# Batrachomyia mertensi
Batrachomyia mertensi är en tvåvingeart som beskrevs av Lindner 1958. Batrachomyia mertensi ingår i släktet Batrachomyia och familjen fritflugor. Inga underarter finns listade i Catalogue of Life.